# Оподельдок
Оподельдок (лат. Linimentum saponatocamphoratum) — старинное средство для наружного применения против ревматизма, вывихов и тому подобного.

## Описание
Представляет собой лёгкую, белую, желатиновую, прозрачную и легко тающую массу.
Название «оподельдок» (нем. Oppodeltoch), точное значение которого неизвестно, встречается уже в трудах немецкого врача XVI века Парацельса. Вероятно, оно является сильно искажённым написанием названия снадобья восточного происхождения. По другой версии, Парацельс искусственно составил его из слогов, взятых им от слов «opoponax», «bdellium» и «aristolochia». Opoponax здесь — разновидность мирры, bdellium — камфорная смола Commiphora wightii, а Aristolochia — народное растительное средство от укусов змей, включающее экстракт выдержки тимьяна и розмарина.

## Приготовление
Приготовляется из раствора 40 долей медицинского мыла и 10 долей камфоры в 420 долях спирта; раствор фильтруется, после чего прибавляют 2 доли тимьянового масла, 3 доли розмаринового масла и 25 долей аммониакальной жидкости.
Жидкий оподельдок (лат. Spiritus saponato-camphoratus) — из 60 долей камфорного спирта, 175 мыльного спирта, 12 долей аммониакальной жидкости, 1 доли тимьянового масла и 2 доли розмаринового масла.

## В культуре
Упоминается в художественной литературе, например у Эдгара Аллана По в рассказе «Литературная жизнь Какваса Тама, эсквайра», в «Обыкновенной истории» (1847) Ивана Александровича Гончарова, а также в «Похождениях бравого солдата Швейка» Ярослава Гашека.
В поэме Н. В. Гоголя «Мёртвые души» (1842) невоспитанный Ноздрёв обзывает прижимистого Чичикова «Оподельдоком Ивановичем».
В произведении М. Е. Салтыкова-Щедрина «Рождественская сказка» (1886): «...лекарь, признаться, был старенький, плохой; никаких других средств не употреблял, кроме оподельдока, который он прописывал и снаружи, и внутрь. В городе об нем говорили: "В медицину не верит, а в оподельдок верит"».